# Wittenbach
Wittenbach är en ort och kommun i distriktet Sankt Gallen i kantonen Sankt Gallen, Schweiz. Kommunen har 10 026 invånare (2023).